# Latino (prensa)
Latino es un periódico gratuito, de tirada semanal, dedicado al colectivo latino afincado en España. Pretende ser el medio de expresión de la comunidad de inmigrantes latinoamericanos, por lo que las noticias se dividen fundamentalmente entre ocurridas en España y ocurridas en América Latina.
El diario cuenta con las secciones típicas de un diario generalista, pero a su vez tiene secciones especiales dado su enfoque a una etnia concreta: actividades que fomentan la integración, ofertas de empresas de traslado de dinero transoceánico, noticias underground para el público general...
Fue fundado en 2005, y en 2006 cuenta con una tirada de más de 100.000 ejemplares entre distribución mediante repartidores en bocas de Metro y stands ubicados en mercados, locutorios y demás comercios. En 2008 contaba tres ediciones diferentes: Madrid, Barcelona y Levante y una tirada total de 140.000 ejemplares y una audiencia de 430.900 lectores (OJD/EMI).

## Latino en Internet
Latino tenía tres páginas webs en Internet lanzadas en 2005: Latino Madrid, Latino Barcelona y Latino Levante
En julio de 2010 Novapress ha lanzado la versión online del diario bajo una única cabecera en línea enLatino.com.

## Declaración de intenciones
Según Novapress: 
enLatino.com, al igual que el periódico Latino, es un medio al servicio del colectivo latino en España, con el firme objetivo de ser La voz de nuestra comunidad. Qué significa nuestro objetivo:
1. Que es el medio de expresión de la comunidad latina en España y por lo tanto sus páginas estarán abiertas para que los latinos demos a conocer y destaquemos nuestros valores, comuniquemos las inquietudes, planteemos nuestros problemas y sus soluciones.
2. Que es un medio con sentido positivo y siempre apoyará cualquier iniciativa política, económica, social, cultural, deportiva o de cualquier índole, a favor de la comunidad latina, pero igualmente cuestionará todo lo que la afecte negativamente.
3. Que ayudará a que, sin que perdamos los valores autóctonos de cada uno, los latinoamericanos nos integremos más entre sí y de igual forma nos integremos con la sociedad española y ésta con nosotros, con la convicción de que el aporte que hacemos al país de acogida es altamente beneficioso y positivo en todos los campos, y que también España nos da su contribución fundamental para que nuestro proyecto de vida pueda cada día ser mejor.
- Datos: Q5971510